# Perro sin pelo del Perú
El viringo peruano, perro peruano sin pelo, perro calato, perro chimú o viringoes una raza de perro sin pelo originaria del Perú, empleada usualmente como animal de compañía. Ha sido reconocido oficialmente como Patrimonio del Perú.

## Clasificación
El 12 de junio de 1995, la Federación Cinológica Internacional (FCI), con sede en Thuin (Bélgica), reconoció y registró al perro sin pelo del Perú en su nomenclatura de razas con el número 310, clasificándolo en el Grupo V, tipo Spitz, que es para aquellos perros atléticos y ágiles ideales para carreras y en la sección 6 en la que se ubican los perros tipo primitivos.
Al calificársele de perro primitivo, se le reconoce como de raza pura, es decir, la naturaleza los hizo tal como son,[cita requerida] no habiendo variado sus características morfológicas en miles de años, tal como puede apreciarse en diferentes huacos preincas.

## Patrimonio de la nación peruana

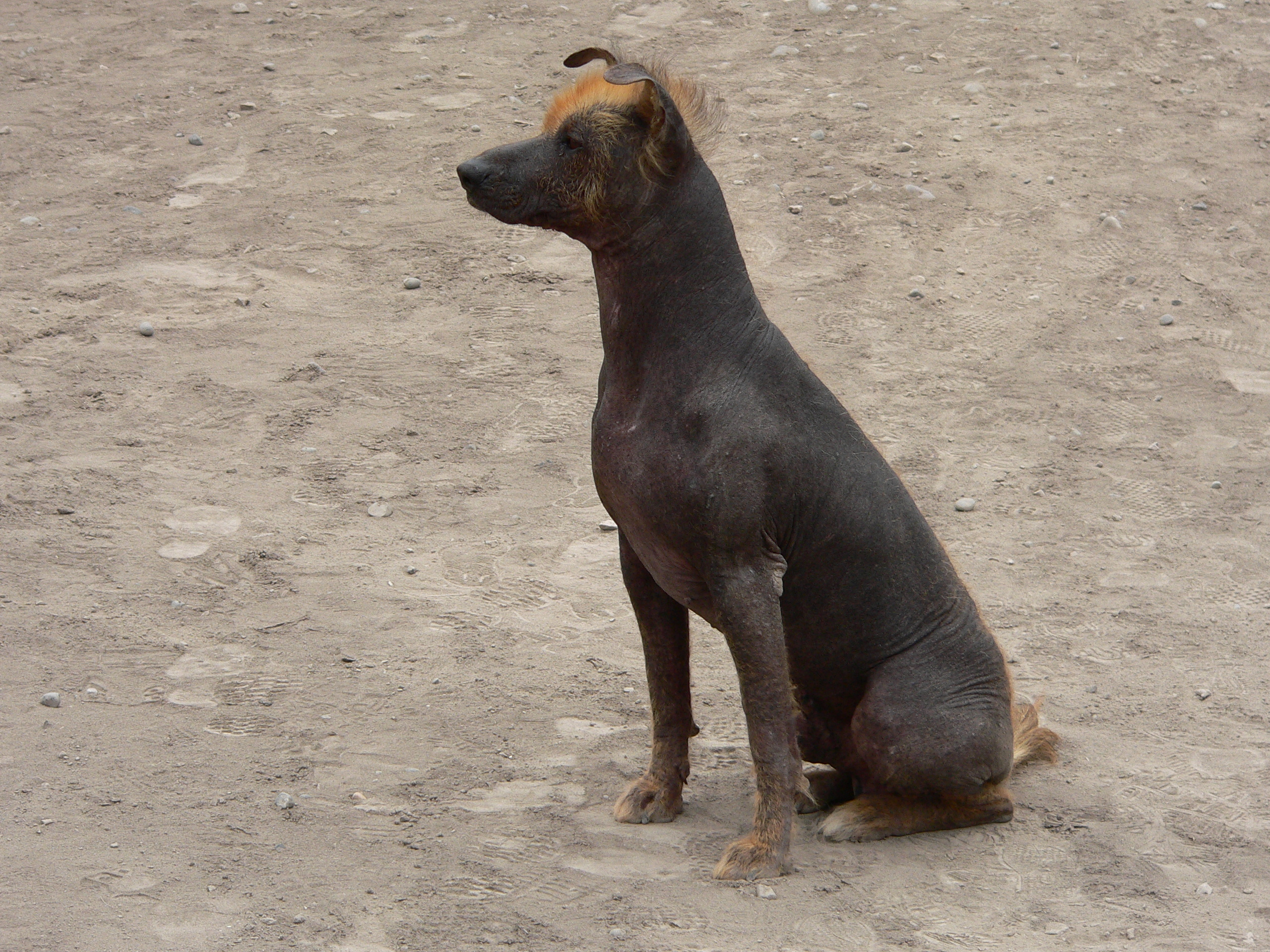
Perro sin pelo del Perú en la Huaca Pucllana, Miraflores (Lima). El abundante pelo dorado en la cabeza y cola indica que no es un ejemplar de raza pura.

El Instituto Nacional de Cultura del Perú mediante la resolución directiva 001-INC de enero de 2001 dispuso la ubicación de perros sin pelo del Perú en todos los museos de sitio y zonas arqueológicas ubicados en la costa peruana y que cuenten con las condiciones necesarias que permitan su desarrollo natural y su crianza.
A su vez, el Congreso de la República del Perú, mediante el decreto ley número 27537 del 22 de octubre de 2001 incluyó a esta raza como patrimonio de la nación peruana y la reconoció como oriunda de este país.
El 8 de marzo de 2013, el Gobierno del Perú designó a la arqueóloga Denise Pozzi-Escot representante del Ministerio de Cultura ante el Comité Nacional de Protección del Perro sin Pelo del Perú.

## Antigüedad

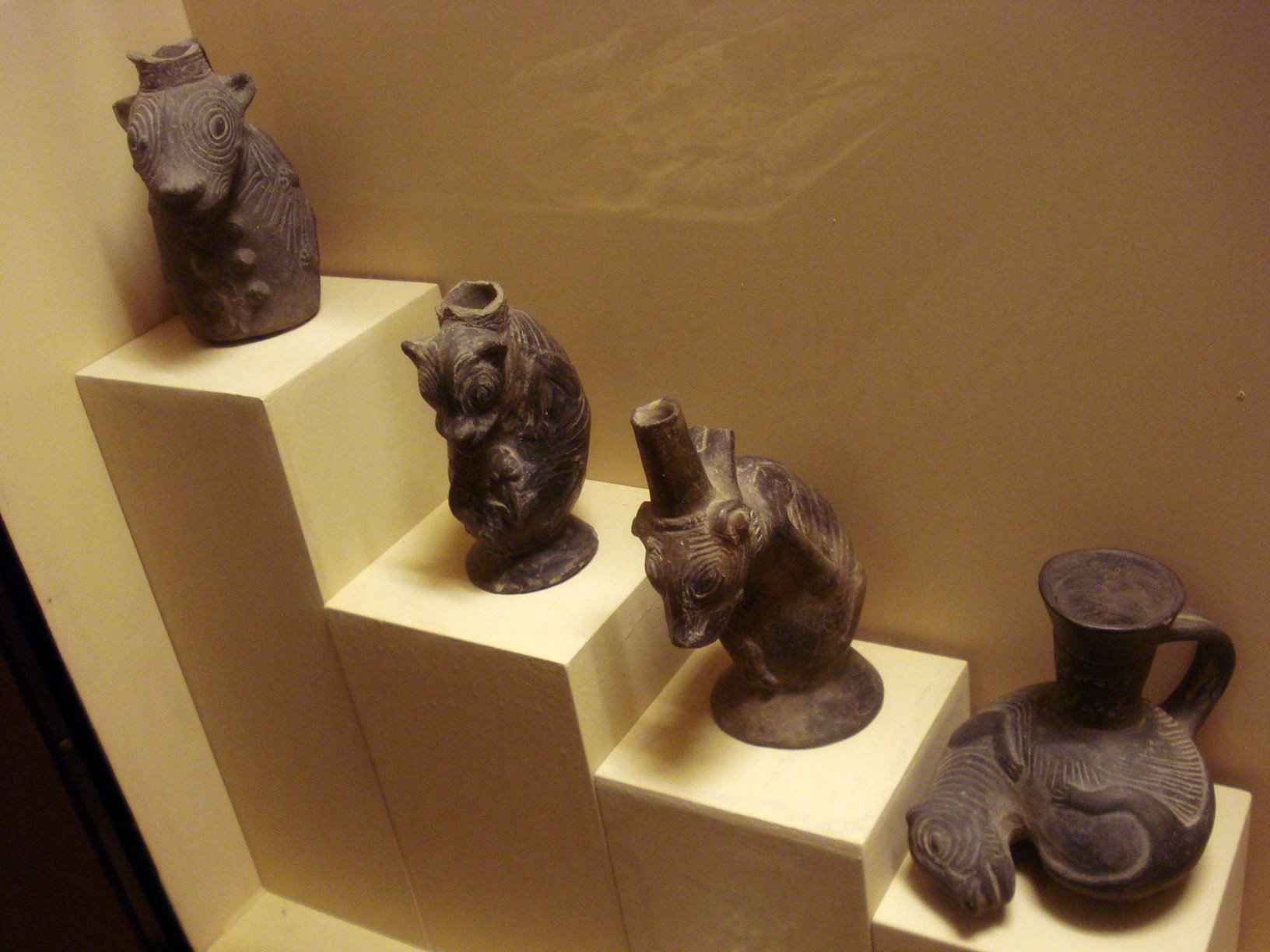
Huacos de perros sin pelo en el Museo Brüning

Existen representaciones que aparecen en los ceramios de distintas culturas preincas, como Vicús, Mochica, Chancay,  con influencia Sicán y Chimú. En estas representaciones, el perro sin pelo hace su aparición entre el año 300 a. C. hasta el 1460.
Se han encontrado también huesos del perro peruano que datan de tiempos precolombinos. En 1987, el arqueólogo Walter Alva descubrió en el centro de una gran plataforma de barro conocida como "Huaca Rajada", la tumba de un personaje importante moche a quien llamó el Señor de Sipán, que descansaba en una caja mortuoria, rodeado de los esqueletos de ocho varones, dos mujeres y un perro.
Los incas lo llamaban allqu (‘perro’);[cita requerida] en el Perú también se conoció como kaclla.[cita requerida] El nombre viringo parece ser el original usado por los moches o mochicas, cuyos descendientes (entre Piura y Trujillo) hasta el día de hoy los nombran así.
Estos perros cumplieron un rol importante dentro de las costumbres y mitos de la civilización incaica. Las Crónicas de Indias de la época de la conquista española y el Virreinato del Perú dieron testimonio de la presencia de los viringos. La gente del campo conservó el perro sin pelos, asociado a su cultura propia y lo usó para fines medicinales.

## Uso en medicina tradicional
Debido a la carencia de pelo, esta raza mantiene su cuerpo más caliente para protegerse del ambiente. Pedro Weiss señala en sus investigaciones que el perro sin pelo del Perú genéticamente tiene un síndrome de hipoplasia ectodérmica, lo cual significa que posee piel cálida que al entrar en contacto con la piel humana la puede calentar, lo cual ha sido base para atribuirle propiedades medicinales, por ejemplo para aliviar el reumatismo.[cita requerida]
Hay quienes le han atribuido al perro peruano la capacidad de evitar alergias, problemas bronquiales y asma, pues no tiene pelo que podría causar problemas respiratorios, tampoco pulgas ni garrapatas, ya que estas no tienen dónde anidar.

## Estatura

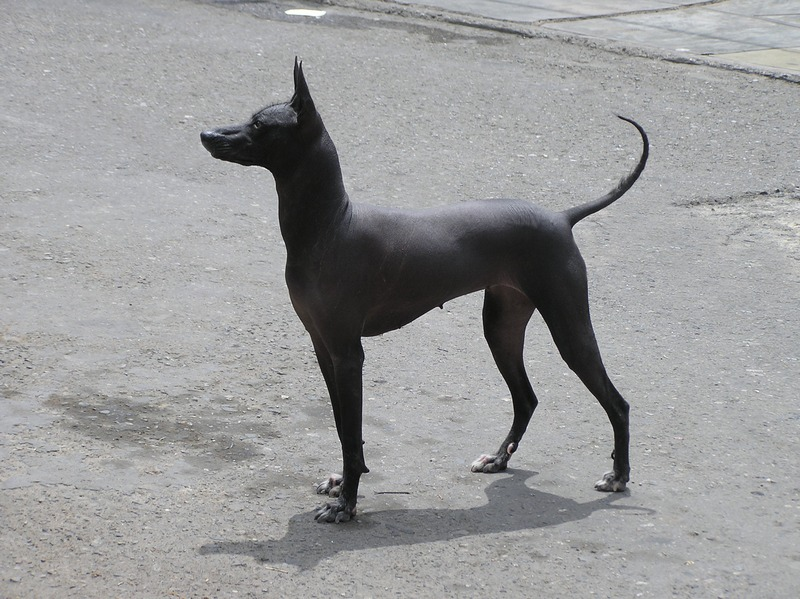
Estructura tipo de un perro peruano sin pelo de raza pura, talla grande.

Existen tres tipos de razas según su talla:
- Pequeño: de 25 a 40 cm
- Mediano: de 40 a 50 cm
- Grande: de 50 a 65 cm

## Peso

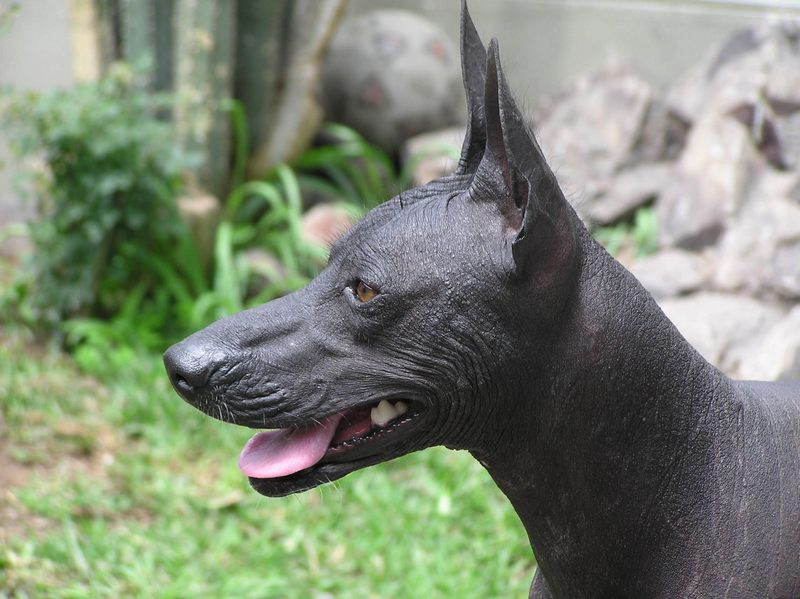
Rostro típico de un perro peruano sin pelo. Las marcas faciales fueron representadas en la cerámica de la cultura moche, hace más de 2000 años. Trujillo (Perú).

El peso está en relación con los tres tamaños para los machos y para las hembras:
- Pequeño: de 4 a 8 kg
- Mediano: de 8 a 12 kg
- Grande: de 12 a 25 kg

## Colores

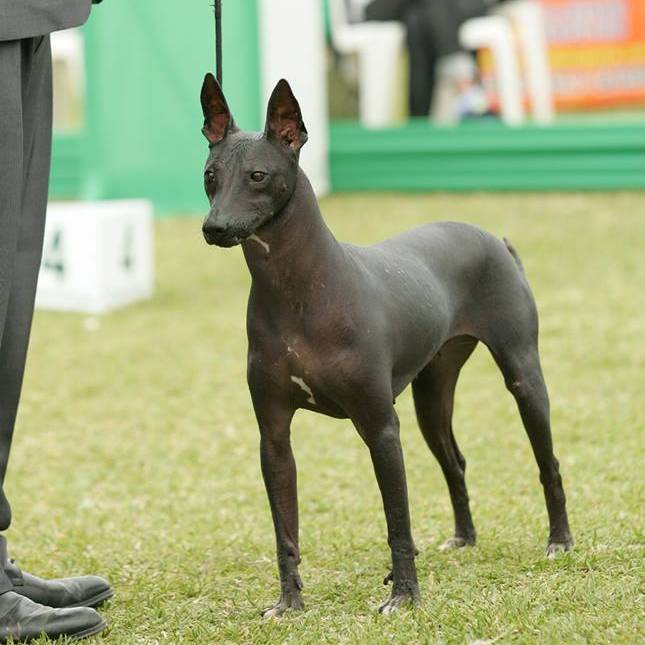
La pose de un Perro Sin Pelo del Perú.

La piel del perro peruano sin pelo es muy variable, hay ejemplares de color negro pizarra con pelo negro, negro azulado con pelo rubio,y marrón con pelo castaño. Hay ejemplares de color entero (color que oscila entre los mostrados en las fotos, y el negro) y hay otros que presentan manchas blancas o rosadas, principalmente en la cara y en el pecho.
Muy rara vez, cuando nace una nueva camada, uno de los cachorros nace con pelo, debido a un gen recesivo.

## Reproducción
En la mayoría de los casos los perros sin pelo del Perú no ofrecen problemas relacionados con la reproducción. Los ejemplares de talla grande suelen tener camadas más numerosas que los de talla pequeña. Debido a la ausencia de pelo es importante mantenerlos en una zona cálida y vigilar que la temperatura ambiental no baje de los 23 grados, es recomendable que cuenten con alguna fuente de calor si el área donde están alojados no alcanza la temperatura anteriormente indicada. Es fundamental suministrar a la hembra una alimentación equilibrada rica en proteínas, los piensos de fabricación industrial de gama alta son los más indicados para el buen fin de la reproducción.
La ausencia de pelo en el perro viringo o calato es consecuencia de una mutación natural de tipo dominante. Los genes dominantes para la calvicie presenta una estructura heterocigota (dominancia parcial), con lo que en la descendencia entre ejemplares pelones nacerán mayoritariamente perros sin pelo, no obstante, aquellos canes que porten dos genes dominantes no se gestarán ya que este gen en homocigosis es letal.
En la cruza de dos ejemplares sin pelo, puede nacer algún ejemplar con pelo, esto se debe a la estructura hetorocigota de los alelos que portan los progenitores, concretamente la variedad con pelo hereda los alelos en homocigosis para el gen recesivo.
La variedad con pelo es valorada por muchos criadores apasionados a esta raza ya que fortalece la genética del perro peruano, en estos casos, el resultado de la cruza entre un ejemplar sin pelo y otro con manto normal es de un 50% de cachorros desnudos, el resto con manto peludo. Cabe destacar que los canes que nacen con pelo normal no presentan las anomalías típicas de los perros desnudos, como es el caso de la pérdida prematura de algunas piezas dentales.
El gen causante de la desnudez se denomina «gen Foxi3» y también está presente en otras razas de perros desnudos como es el caso del xoloitzcuintle o el crestado chino.